# Valenzana Calcio 2011-2012
Questa voce raccoglie le informazioni riguardanti la Valenzana Calcio nelle competizioni ufficiali della stagione 2011-2012.

## Rosa
| N. |                   | Ruolo | Calciatore          |
| -- | ----------------- | ----- | ------------------- |
|    | Italia (bandiera) | C     | Giacinto Allegrini  |
|    | Italia (bandiera) | A     | Fabio Alteri        |
|    | Italia (bandiera) | D     | Giacomo Bassoli     |
|    | Italia (bandiera) | D     | Alessandro Berselli |
|    | Italia (bandiera) | D     | Simone Bettati      |
|    | Italia (bandiera) | D     | Edoardo Blondett    |
|    | Italia (bandiera) | P     | Marco Bonassi       |
|    | Italia (bandiera) | C     | Nicola Capellini    |
|    | Italia (bandiera) | C     | Giacomo Chiazzolino |
|    | Italia (bandiera) | D     | Antonio Crescente   |
|    | Italia (bandiera) | C     | Fabio Dell'Ara      |
|    | Italia (bandiera) | D     | Luca Della Maggiora |
|    | Italia (bandiera) | C     | Riccardo Enrico     |
|    | Italia (bandiera) | D     | Dario Forino        |
|    | Italia (bandiera) | A     | Gianluca Franciosi  |
|    | Italia (bandiera) | C     | Francesco Laezza    |

| N. |                   | Ruolo | Calciatore          |
| -- | ----------------- | ----- | ------------------- |
|    | Italia (bandiera) | A     | Antonio Lamenza     |
|    | Italia (bandiera) | D     | Benedetto Lorusso   |
|    | Italia (bandiera) | D     | Andrea Manfredi     |
|    | Italia (bandiera) | A     | Andrea Mirafioti    |
|    | Italia (bandiera) | A     | Luca Miracoli       |
|    | Italia (bandiera) | D     | Andrea Montanari    |
|    | Italia (bandiera) | P     | Davide Moretti      |
|    | Italia (bandiera) | C     | Michael Pagan       |
|    | Italia (bandiera) | C     | Alessandro Prandi   |
|    | Italia (bandiera) | C     | Luca Righini        |
|    | Italia (bandiera) | D     | Giovanni Serao      |
|    | Italia (bandiera) | P     | Marco Serena        |
|    | Canada (bandiera) | P     | Robert Bruno Stillo |
|    | Italia (bandiera) | C     | Umberto Uggeri      |
|    | Italia (bandiera) | C     | Tommaso Vailatti    |